# Serenan
Serenan is een bestuurslaag in het regentschap Klaten van de provincie Midden-Java, Indonesië. Serenan telt 3977 inwoners (volkstelling 2010).